# Německé spolkové země
Spolková republika Německo je federativní republikou složenou ze 16 spolkových zemí (německy Bundesland, plurál Bundesländer) s vysokým stupněm autonomie. Termín spolková země však není v souladu s německou spolkovou ústavou, v níž se označují jako země (Land, plurál Länder). Ve své dnešní podobě vznikly německé spolkové země na území někdejšího Západního Německa v letech 1945–1952, na území bývalé NDR dne 3. října 1990. Svými hranicemi však do značné míry, nikoliv však důsledně, navazují na pruské provincie a spolkové země Výmarské republiky.
Samostatnými zeměmi jsou i dvě města Berlín a Hamburk, zatímco Brémy se skládají ze dvou měst, jež jsou zároveň městskými okresy.

## Spolkové země
| Znak                                                  | Název                                                   | Hlavní město | Současný předseda vlády           | Vládnoucí koalice          | Rozloha (km²) | Počet obyvatel (rok 2017) | Hustota zalidnění (obyv./km²) | Kód ISO |
| ----------------------------------------------------- | ------------------------------------------------------- | ------------ | --------------------------------- | -------------------------- | ------------- | ------------------------- | ----------------------------- | ------- |
| Coat of arms of Baden-Württemberg (lesser)            | Bádensko-Württembersko (Baden-Württemberg)              | Stuttgart    | Winfried Kretschmann (B’90/Grüne) | B’90/Grüne, CDU            | 35 752        | 11 023 424                | 301                           | BW      |
| Bayern Wappen                                         | Bavorsko (Bayern)                                       | Mnichov      | Markus Söder (CSU)                | CSU, FW                    | 70 552        | 13 067 186                | 178                           | BY      |
| Country symbol of Berlin color                        | Berlín (Berlin)                                         | –            | Kai Wegner (CDU)                  | CDU, SPD                   | 892           | 3 748 148                 | 3 890                         | BE      |
| Brandenburg Wappen                                    | Braniborsko (Brandenburg)                               | Postupim     | Dietmar Woidke (SPD)              | SPD, BSW                   | 29 479        | 2 504 000                 | 85                            | BB      |
| Bremen Wappen(Mittel)                                 | Brémy (Bremen)                                          | Brémy        | Andreas Bovenschulte (SPD)        | SPD, B’90/Grüne, Die Linke | 419           | 681 032                   | 1 577                         | HB      |
| DEU Hamburg COA                                       | Hamburk (Hamburg)                                       | –            | Peter Tschentscher (SPD)          | SPD, B’90/Grüne            | 755           | 1 822 445                 | 2 368                         | HH      |
| Coat of arms of Hesse                                 | Hesensko (Hessen)                                       | Wiesbaden    | Boris Rhein (CDU)                 | CDU, SPD                   | 21 115        | 6 243 262                 | 287                           | HE      |
| Coat of arms of Lower Saxony                          | Dolní Sasko (Niedersachsen)                             | Hannover     | Stephan Weil (SPD)                | SPD, B’90/Grüne            | 47 609        | 7 978 917                 | 166                           | NI      |
| Coat of arms of Mecklenburg-Western Pomerania (great) | Meklenbursko-Přední Pomořansko (Mecklenburg-Vorpommern) | Schwerin     | Manuela Schwesigová (SPD)         | SPD, Die Linke             | 23 180        | 1 611 119                 | 71                            | MV      |
| Coat of arms of North Rhine-Westfalia                 | Severní Porýní-Vestfálsko (Nordrhein-Westfalen)         | Düsseldorf   | Hendrik Wüst (CDU)                | CDU, B’90/Grüne            | 34 085        | 17 912 134                | 523                           | NW      |
| Coat of arms of Rhineland-Palatinate                  | Porýní-Falc (Rheinland-Pfalz)                           | Mohuč        | Malu Dreyerová (SPD)              | SPD, B’90/Grüne, FDP       | 19 853        | 4 077 581                 | 202                           | RP      |
| Wappen des Saarlands                                  | Sársko (Saarland)                                       | Saarbrücken  | Anke Rehlingerová (SPD)           | SPD                        | 2 569         | 994 187                   | 400                           | SL      |
| Coat of arms of Saxony                                | Sasko (Sachsen)                                         | Drážďany     | Michael Kretschmer (CDU)          | CDU, SPD                   | 18 416        | 4 081 308                 | 227                           | SN      |
| Wappen Sachsen-Anhalt                                 | Sasko-Anhaltsko (Sachsen-Anhalt)                        | Magdeburg    | Reiner Hasellof (CDU)             | CDU, SPD, FDP              | 20 446        | 2 213 881                 | 116                           | ST      |
| DEU Schleswig-Holstein COA                            | Šlesvicko-Holštýnsko (Schleswig-Holstein)               | Kiel         | Daniel Günther (CDU)              | CDU, B’90/Grüne,           | 15 799        | 2 889 821                 | 179                           | SH      |
| Coat of arms of Thuringia                             | Durynsko (Thüringen)                                    | Erfurt       | Mario Voigt (CDU)                 | CDU, BSW, SPD              | 16 172        | 2 151 205                 | 138                           | TH      |